# Lac au Duc (Ploërmel)
Pour les articles homonymes, voir Étang au Duc.
Le lac au Duc (ou l'étang au Duc) est un lac du Morbihan, à cheval sur les communes de Loyat, Taupont et Ploërmel. Il couvre une superficie de 250 hectares.

## Géographie
Situé au nord de la ville de Ploërmel, le lac au Duc est un lac artificiel alimenté par l'Yvel et par quelques ruisseaux. L'Yvel rejoint ensuite le Ninian, qui est un affluent de l'Oust.

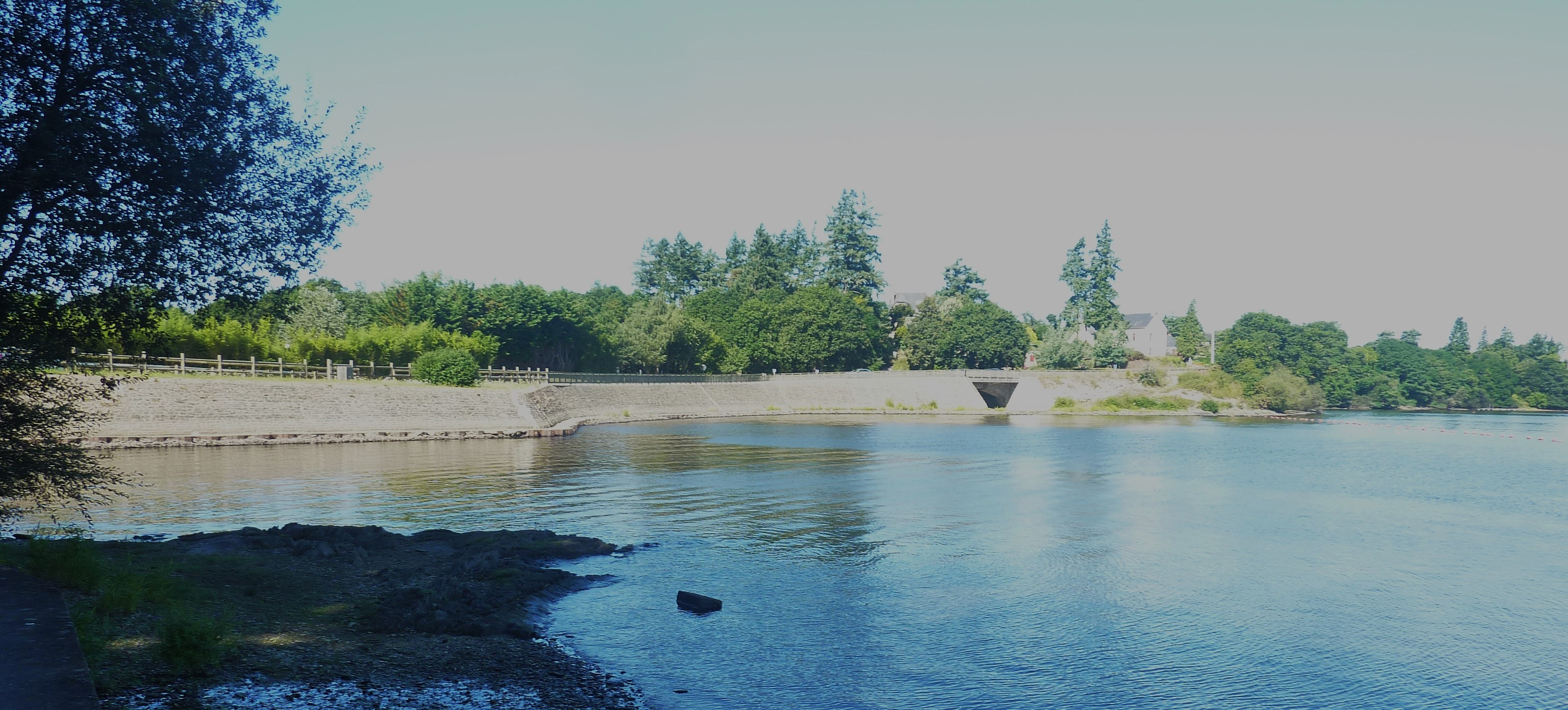
La digue de retenue des eaux du Lac au Duc, en fait un étang (limite entre Ploërmel et Taupont).
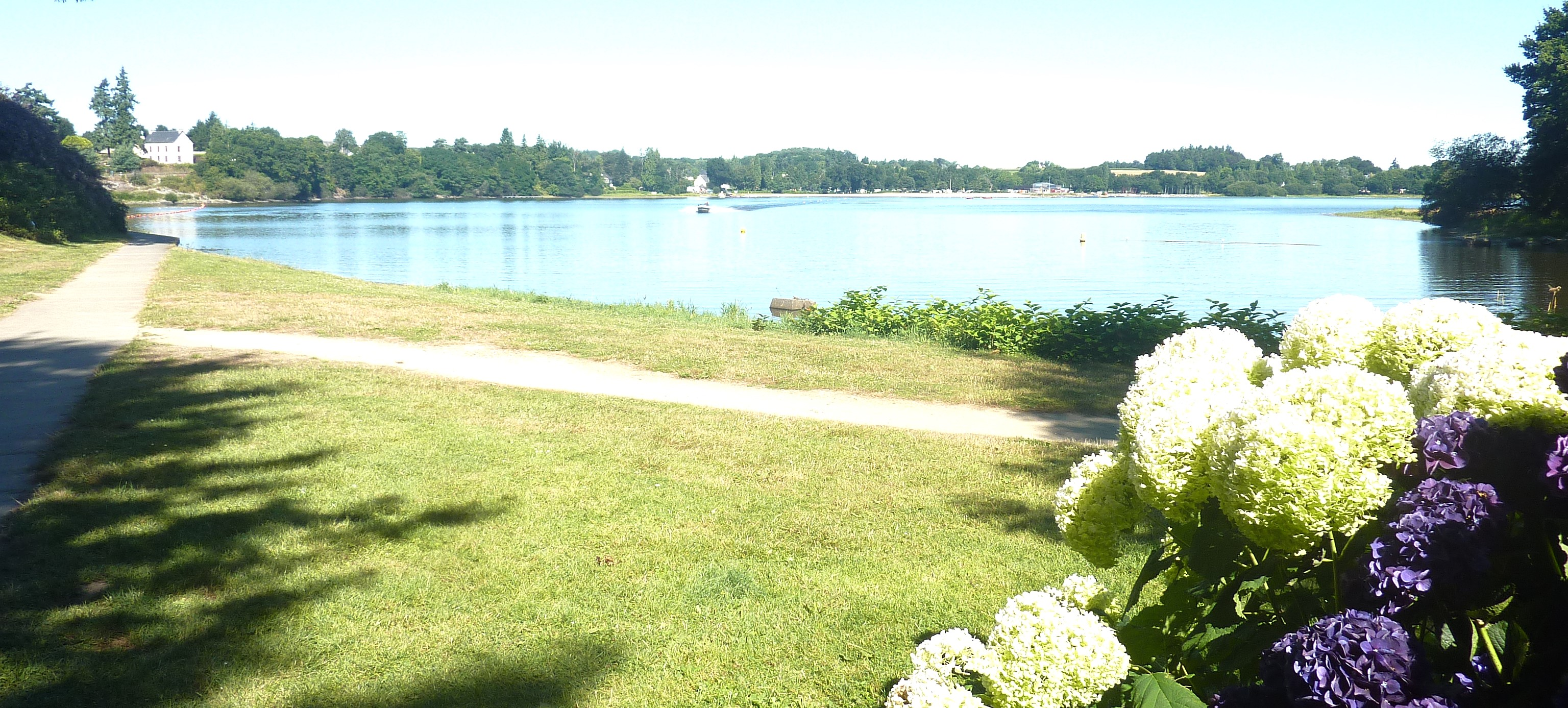
Le Lac au Duc vu depuis le sud ː la rive ouest (côté Taupont).
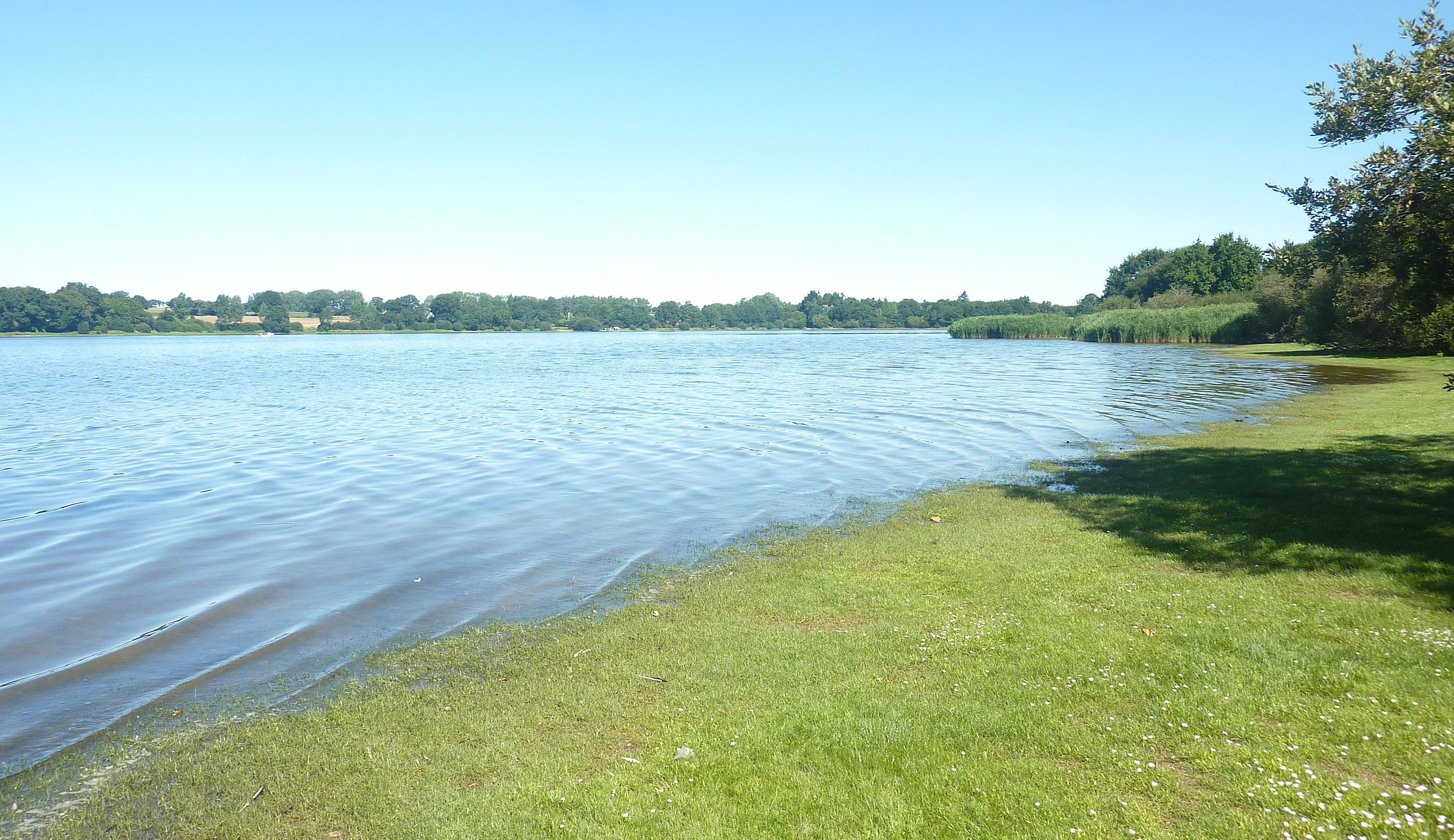
Le Lac-au-Duc vu de sa rive est côté Ploërmel aux environs de Crancastel.
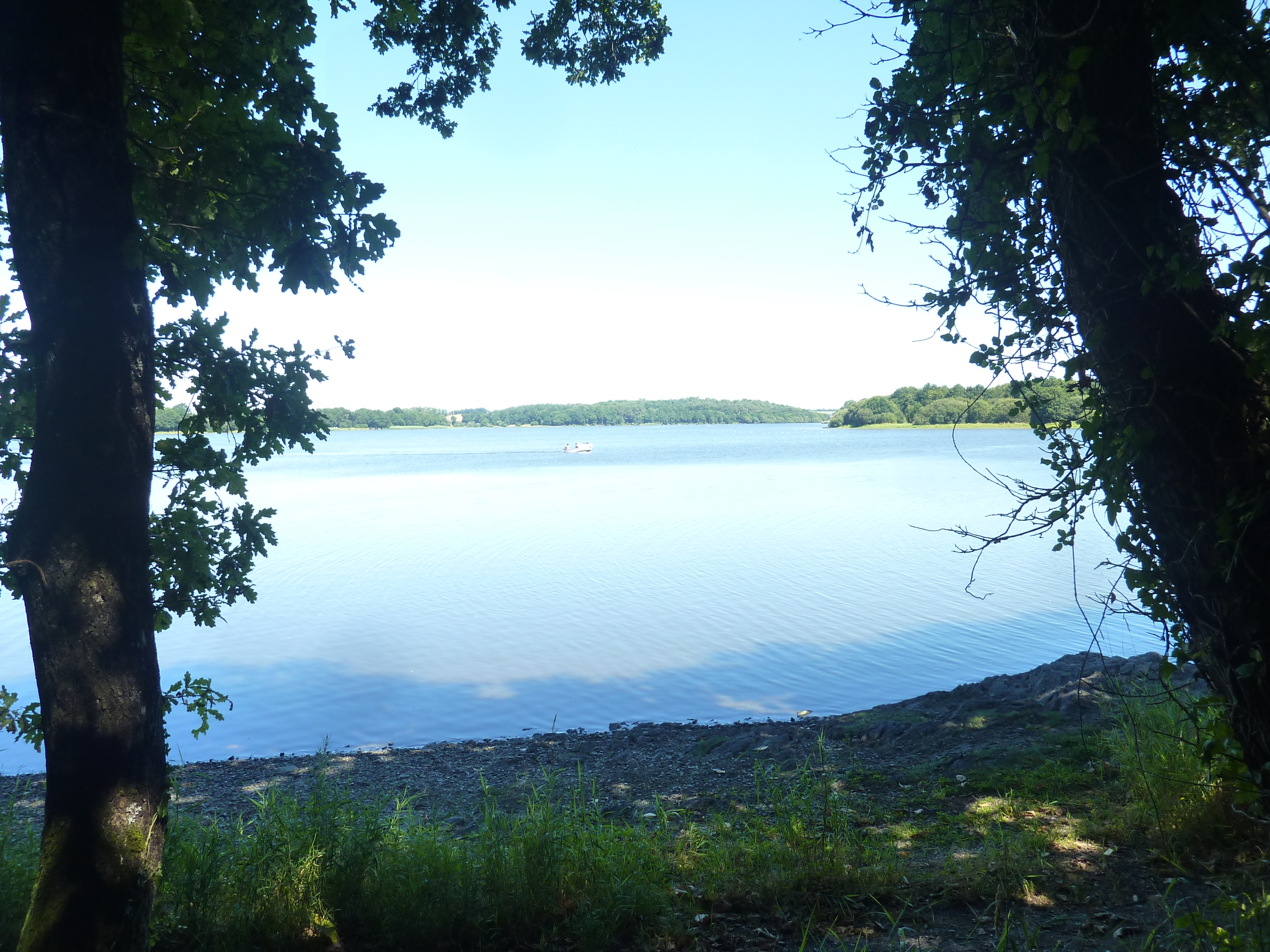
Le Lac-au-Duc vu depuis sa rive ouest, côté Taupont.

## Histoire
L'origine du lac au Duc remonterait au XIIIe siècle et aurait été aménagé par les ducs de Bretagne. On y trouvait jadis plusieurs moulins à farine, qui fonctionnèrent jusqu'en  1882. Le marquis de La Boissière y fit ensuite bâtir une usine hydroélectrique (1892), qui fonctionna jusqu'en 1946.

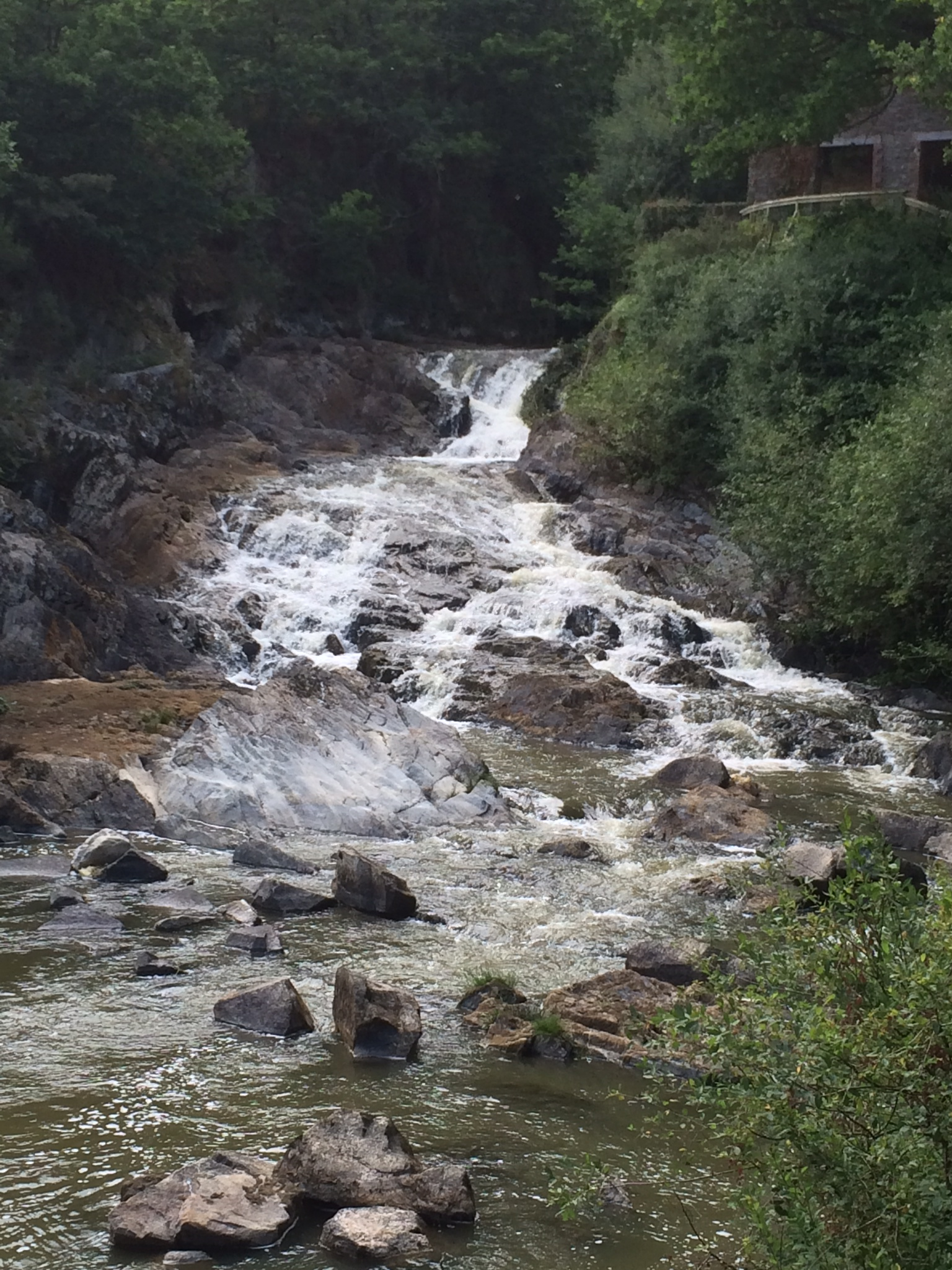
L'Yvel à l'endroit de la cascade, située au captage d'eau du Lac au Duc.

Le journal L'Ouest-Éclair le décrit ainsi en 1907 :

« À 500 mètres de Ploërmel se trouve « l'Étang au Duc », appelé encore « Étang des Grands Moulins ». Dans la belle saison la route conduisant à l'étang est couverte de monde. Cette immense pièce d'eau offre, sans contredit une vue magnifique. L'étang mesure plus de quatre lieues de tour et prend fin à Loyat. Autrefois il actionnait plusieurs moulins qui ont été détruits il y a une vingtaine d'années par un incendie. Il forme une cascade très jolie et c'est avec plaisir qu'on entend le bruit des eaux tombant sur les rochers. Les Ploërmelais, amateurs de pêche, trouvent le moyen de passer agréablement leurs loisirs. C'est cette pièce d'eau qui actionne les turbines fournissant l'électricité pour l'éclairage de la ville. Le Touring-Club de France a fait installer un banc et mis des plaques afin d'être agréable aux voyageurs qui, certes, ne regretteront pas leur excursion. »

## Activités
Le lac au Duc est un centre de loisirs important de la région, comprenant notamment une base nautique. On y pratique notamment la pêche (sandre, brochet), la voile, le canoé-kayak, stand up paddle et on y trouve une plage. Un golf est aménagé sur ses berges, ainsi que plusieurs sentiers de randonnée pédestre, dont celui baptisé « Tour du lac au Duc », d'une longueur de 15 km, et plusieurs sentiers de randonnée cycliste.